# یواس‌اس اکوما (اس‌پی-۱۲۲۸)
یواس‌اس اکوما (اس‌پی-۱۲۲۸) (به انگلیسی: USS Acoma (SP-1228)) یک کشتی بود که طول آن 60' بود. این کشتی در سال ۱۹۱۷ ساخته شد.